# Poitea punicea
Poitea punicea là một loài thực vật có hoa trong họ Đậu. Loài này được (Urb.) Lavin miêu tả khoa học đầu tiên.